# Politické strany v Maďarsku

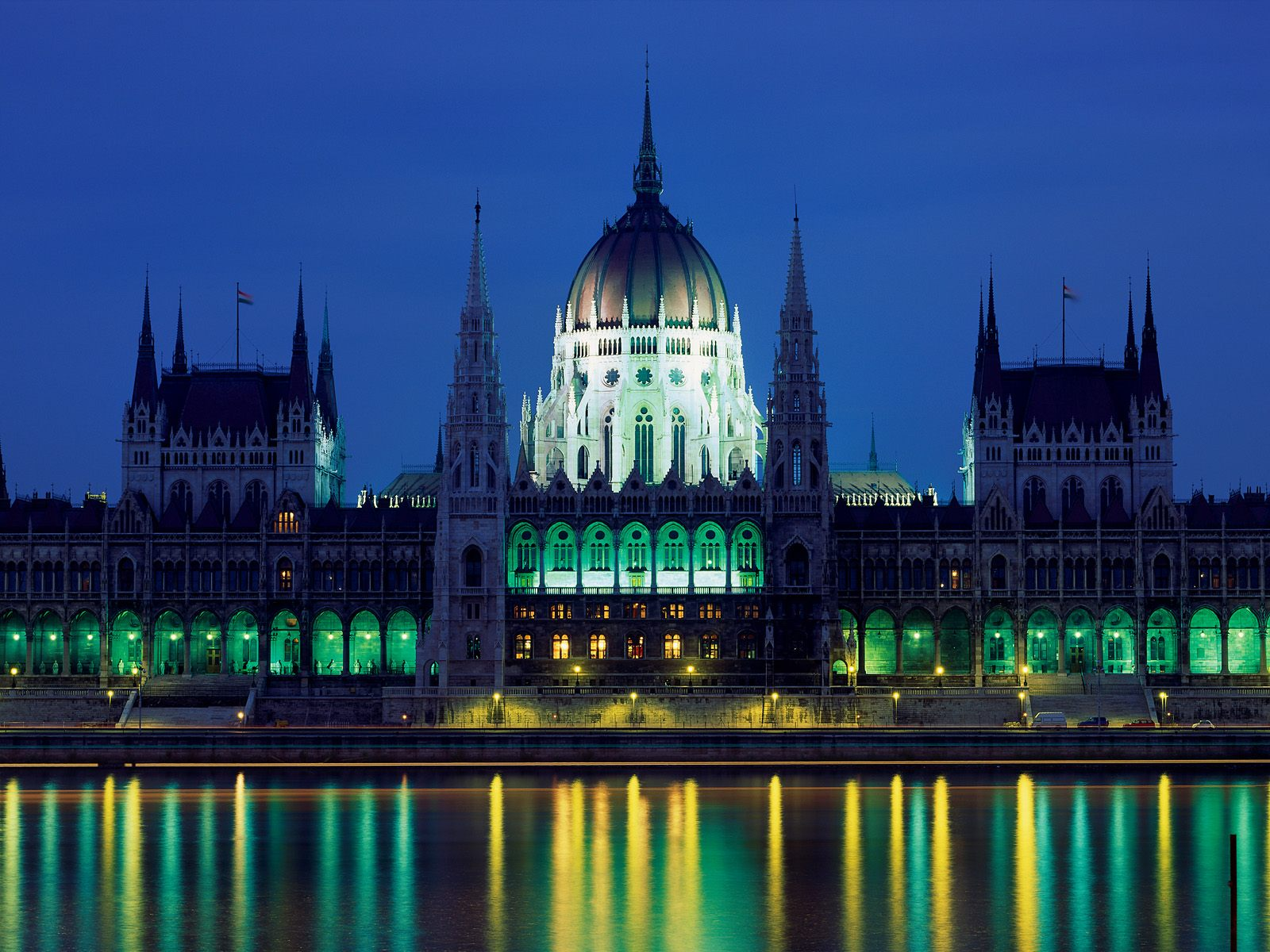
Országház - sídlo Maďarského parlamentu

Maďarsko je fungující pluralitní demokracií se standardní vnitropolitickou situací a stranickým systémem. Politické spektrum bylo od roku 1990 postupně redukováno a dnes mu dominuje několik politických stran z nichž nejsilnější je pravicový Fidesz-MPS. Nejsilnější levicovou stranou je MSZP, na vzestupu je také nacionálně pravicová strana Jobbik. Dále existuje několik menších stran.

## Zastoupené strany
Politické strany zastoupené v Maďarském parlamentu na základě voleb 2014 anebo v Evropském parlamentu dle voleb 2014:
| Politická strana | Politická strana | Politická strana                                                    | Politická strana          | Politická strana                                          | Členství   | Členství        | Zastoupení | Zastoupení | Web                                          |
|                  | Zkratka          | Název                                                               | Předseda                  | Ideologie                                                 | Frakce EP  | Evropská strana | MP         | EP         |                                              |
| ---------------- | ---------------- | ------------------------------------------------------------------- | ------------------------- | --------------------------------------------------------- | ---------- | --------------- | ---------- | ---------- | -------------------------------------------- |
|                  | Fidesz           | Fidesz – Magyar Polgári Szövetség (Fidesz - Maďarská občanská unie) | Viktor Orbán              | Konzervatismus Národní konzervatismus Občanská demokracie | EPP        | EPP             | 117        | 11         |                                              |
|                  | MSZP             | Magyar Szocialista Párt (Maďarská socialistická strana)             | Attila Mesterházy         | Sociální demokracie                                       | S&D        | PES             | 29         | 2          |                                              |
|                  | Jobbik           | Jobbik Magyarországért Mozgalom (Hnutí za lepší Maďarsko)           | Gábor Vona                | Antikomunismus Euroskepticismus Maďarský nacionalismus    | Nezařazení | AENM            | 23         | 3          |                                              |
|                  | KDNP             | Kereszténydemokrata Néppárt (Křesťanskodemokratická lidová strana)  | Zsolt Semjén              | Konzervatismus Křesťanská demokracie                      | EPP        | EPP             | 16         | 1          |                                              |
|                  | LMP              | Lehet Más a Politika (Politika může být jiná)                       | András Schiffer           | Zelený liberalismus                                       | G-EFA      | EGP             | 5          | 1          |                                              |
|                  | DK               | Demokratikus Koalíció (Demokratická Koalice)                        | Ferenc Gyurcsány          | Sociální liberalismus                                     | —          | —               | 4          | 2          |                                              |
|                  | E14              | Együtt 2014 (Společně 2014)                                         | Gordon Bajnai             | Sociální liberalismus                                     | G-EFA      | EGP             | 3          | 1*         |                                              |
|                  | PM               | Párbeszéd Magyarországért (Dialog za Maďarsko)                      | Benedek Jávor Tímea Szabó | Zelený liberalismus                                       | G-EFA      | EGP             | 1          | 1*         |                                              |
|                  | MLP              | Magyar Liberális Párt (LiBERÁLiSOK) (Maďarská liberální strana)     | Gábor Fodor               | Liberalizmus                                              | —          | —               | 1          | 0          | Archivováno 16. 12. 2007 na Wayback Machine. |

## Nezastoupené strany
| Zkratka | Název                                                       | Český překlad                                                           |
| ------- | ----------------------------------------------------------- | ----------------------------------------------------------------------- |
| Centrum | Centrum Párt (CENTRUM Összefogás Magyarországért)           | Strana Centrum                                                          |
| CM      | Civil Mozgalom                                              | Občanské hnutí                                                          |
| Élőlánc | Élőlánc Magyarországért                                     |                                                                         |
| FKgP    | Független Kisgazda-, Földmunkás- és Polgári Párt            | Strana nezávislých malorolníků, zemědělských dělníků a občanů           |
| HP      | Haza Pártja                                                 |                                                                         |
| ISZOMM  | Igen Szolidaritás Magyarországért Mozgalom                  |                                                                         |
| JESZ    | Jólét és Szabadság Demokrata Közösség                       | Demokratické společenství prosperity a svobody‡                         |
|         | Kalózpárt                                                   | Pirátská strana                                                         |
|         | Libertárius Párt                                            |                                                                         |
| MHM     | Mi Hazánk Mozgalom                                          | Hnutí Naše vlast                                                        |
| MKKP    | Magyar Kétfarkú Kutya Párt                                  | Strana maďarského dvouocasého psa, (Maďarská strana dvouocasého psa)    |
| MMP     | Magyar Munkáspárt                                           | Maďarská dělnická strana                                                |
| MSZZP   | Magyar Szociális Zöld Párt                                  | Maďarská sociální strana zelených, (Maďarská sociální zelená strana)    |
| MRPP    | Magyar Republikánus Politikai Párt                          | Maďarská republikánská strana, (Maďarská strana republikánské politiky) |
| MCF     | Magyarországi Cigányszervezetek Fóruma Roma Összefogás Párt | Fórum cigánských organizací Maďarska – Strana romské soudržnosti‡       |
|         | Magyarországi Munkáspárt 2006                               | Dělnická strana Maďarska 2006                                           |
| MSZDP   | Magyarországi Szociáldemokrata Párt                         | Sociálnědemokratická strana Maďarska                                    |
| MEMO    | Megoldás Mozgalom                                           |                                                                         |
| NÉP     | Normális Élet Pártja                                        |                                                                         |
| NFP     | Nemzeti Forradalmi Párt                                     | Národní revoluční strana                                                |
| PV      | Polgári Válasz                                              |                                                                         |
|         | Reformerek                                                  |                                                                         |
| S       | Somogyért Egyesület                                         | Sdružení za Somogy                                                      |
| SZU     | Szociális Unió                                              | Sociální unie                                                           |
| TIP     | Társadalmi Igazságosság Pártja                              | Strana sociální spravedlnosti                                           |
| VP      | Vállalkozók Pártja Egyesület                                | Strana sdružených podnikatelů nebo Strana podnikatelské asociace        |
| ZB      | Zöld Baloldal                                               | Zelená levice                                                           |

‡Přibližný český překlad

## Zaniklé strany
| - Negyedik Köztársaság Mozgalom - Agrárszövetség – Nemzeti Agrár Párt - Balközép Párt - Baloldali Blokk - Békepárt - Demokrata Néppárt - Deák-párt - Egységes Párt - Ellenzéki Párt - Felirati Párt - Függetlenségi 48-as és Kossuth Párt - Függetlenségi Párt (1874) - Függetlenségi és 48-as (Ugron) Párt - Függetlenségi és Negyvennyolcas Párt - Földlakók- Élet- Igazság- Béke- Szabadság- Pártja - Határozati Párt - Humanista Párt - Internetes DEmokrácia pártja - Katolikus Néppárt - Keresztény Nemzeti Egyesülés Pártja - Keresztény Nemzeti Egység Pártja - Keresztény Női Tábor - Koalíció (1905) - Kommunisták Magyarországi Pártja - Magyar Demokrata Fórum - Magyar Demokrata Néppárt - Magyar Dolgozók Pártja - Magyar Fajvédő Párt - Magyar Fokhagymafront - Magyar Függetlenségi Népfront - Magyar Függetlenségi Párt - Magyar Hungarista Mozgalom - Magyar Igazság és Élet Pártja | - Magyar Kommunista Párt - Magyar Nemzeti Függetlenségi Front - Magyar Nemzeti Függetlenségi Párt - Magyar Nemzetiszocialista Párt - Magyar Október Párt - Magyar Radikális Párt - Magyar Szabadság Párt - Magyar Szocialista Munkáspárt - Magyar Népjóléti Szövetség - Magyarországi Szocialista Munkáspárt - Magyarországi Szocialista Párt - MIÉP – Jobbik a Harmadik Út - Modern Magyarország Mozgalom - Negyvennyolcas Függetlenségi Párt - Nemzet Akaratának Pártja - Nemzeti Demokrata Párt - Nemzeti Front - Nemzeti Munkapárt - Nemzeti Munkáspárt - Nemzeti Parasztpárt - Nemzeti Párt - Nyilaskeresztes Párt – Hungarista Mozgalom - Országos Alkotmánypárt - Összefogás Párt - Pató Pál Párt - Polgári Demokrata Párt - „Történelmi” Szociáldemokrata Párt - Szabad Demokraták Szövetsége - a Magyar Liberális Párt - Szabadelvű Párt - Szász Néppárt - Világnemzeti Népuralmista Párt |

## Maďarské politické strany v jiných zemích
Politické strany maďarských menšin žijících v okolních státech:
| Stát                                                   | Strana                                     | Český překlad                         |
| ------------------------------------------------------ | ------------------------------------------ | ------------------------------------- |
| Chorvatsko                                             |                                            |                                       |
| Horvátországi Magyarok Demokratikus Közössége          | Demokratické sdružení chorvatských Maďarů  |                                       |
| Magyar Egyesületek Szövetsége - Savez Mađarskih Udruga | Svaz maďarských spolků                     |                                       |
| Rumunsko                                               |                                            |                                       |
| Erdélyi Magyar Nemzeti Tanács                          | Sedmihradská maďarská národní rada         |                                       |
| Magyar Polgári Párt                                    | Maďarská občanská strana                   |                                       |
| Romániai Magyar Demokrata Szövetség                    | Demokratický svaz rumunských Maďarů        |                                       |
| Slovensko                                              |                                            |                                       |
| Maďarská aliancia                                      | Maďarská aliance                           |                                       |
| Most-Híd 2023                                          | Most-Híd 2023                              |                                       |
| Fórum                                                  | Fórum                                      |                                       |
| Srbsko                                                 |                                            |                                       |
| Magyar Koalíció                                        | Maďarská koalice                           |                                       |
| Magyar Remény Mozgalom                                 | Hnutí maďarské naděje                      |                                       |
| Vajdasági Magyar Szövetség                             | Svaz vojvodinských Maďarů                  |                                       |
| Vajdasági Magyarok Demokratikus Közössége              | Demokratické sdružení vojvodinských Maďarů |                                       |
| Vajdasági Magyar Demokrata Párt                        | Demokratická strana vojvodinských Maďarů   |                                       |
| Ukrajina                                               | Ukrajnai Magyar Demokrata Szövetség        | Demokratický svaz ukrajinských Maďarů |